# توني هورويتز
توني هورويتز (بالإنجليزية: Tony Horwitz)‏ هو صحفي وكاتب ومؤلف أمريكي، ولد في 9 يونيو 1958 في واشنطن العاصمة في الولايات المتحدة، وتوفي بنفس المكان في 27 مايو 2019.

## وصلات خارجية
- الموقع الرسمي
- توني هورويتز على موقع إن إن دي بي (الإنجليزية)